# Tasmetu-Sarrate
Tasmetu-Sarrate (acádio: Tašmētu-šarrat ou Tašmētum-šarrat, que significa "Tasmetum é rainha") foi uma rainha do Império Neoassírio como a principal consorte de Senaqueribe (r. 705–681 a.C.). Tasmetu-Sarrate é mais conhecida por uma inscrição de Senaqueribe que elogia sua grande beleza e na qual o rei espera passar o resto de sua vida com ela. Não se sabe quais dos filhos de Senaqueribe eram filhos de Tasmetu-Sarrate; o sucessor do rei Assaradão (r. 681–669 a.C.) era filho de Naquia, outra mulher.

## Vida
O nome de Tasmetu-Sarrate é acádio (a língua oficial da antiga Assíria) e significa "Tasmetum é rainha". Ela foi a primeira rainha assíria desde Mullissu-mukannishat-Ninua mais de um século antes de ter um nome de certa origem acádia. Como o nome inclui o elemento šarrat ("rainha"), é possível que o nome tenha sido assumido pela rainha em seu casamento com Senaqueribe; nesse caso, a escolha do nome foi provavelmente altamente consciente, Tasmetum era na mitologia mesopotâmica a consorte do deus Nabu, que estava intimamente associado ao príncipe herdeiro assírio.
Tasmetu-Sarrate era claramente uma figura influente no Império Neoassírio. Tasmetu-Sarrate é conhecida por ter inscrito seu nome em vasos votivos doados aos templos. Embora essas inscrições apenas registrem seu nome e sua posição como rainha de Senaqueribe, sua mera existência é significativa, pois muito poucas pessoas na Assíria tinham status proeminente o suficiente para fazer tal coisa. Tasmetu-Sarrate é conhecida a partir de textos encontrados em Nínive, a capital sob Senaqueribe, e Assur, o centro religioso e cerimonial do império; é provável que ela possuísse residências em ambas as cidades. A evidência de Assur é apenas na forma de duas inscrições em vasos em uma sala de um palácio, mas a evidência textual de Nínive é mais abrangente e reveladora. Um texto longo e único inscrito perto de uma das entradas de uma suíte no Palácio Sudoeste de Nínive, construído por Senaqueribe, inclui grandes elogios públicos do rei para a rainha. No texto, Senaqueribe escreve que construiu esta suíte para sua rainha e ḫīrtu narāmtīya ("esposa amada") Tasmetu-Sarrate, elogia sua grande beleza e expressa seu desejo de viver com ela no palácio em ṭūb šīri u ḫūd libbi ("bem-aventurança física e emocional") para sempre. A inscrição pode ser datada com segurança entre 696 e 693 a.C., quando o palácio estava em construção. A suíte dada a Tasmetu-Sarrate não parece ter sido residencial, mas talvez um salão destinado à atividade estatal relacionada às suas participações no império, banquetes e recepções.
Não se sabe quando Tasmetu-Sarrate se casou com Senaqueribe. Dado que seu nome, se foi assumido no casamento, tem associações com o príncipe herdeiro assírio, ela poderia ter se casado com Senaqueribe antes que ele se tornasse rei. Embora Riekele Borger tenha sugerido que a inscrição do Palácio Sudoeste indica que Tasmetu-Sarrate, por causa de sua beleza, era muito jovem, não há razão para que Senaqueribe não pudesse elogiar sua aparência, mesmo que ela estivesse em seu corpo trinta ou quarenta anos. O próprio Senaqueribe tinha cerca de 50 anos neste momento. Nesse caso, ela poderia ter se casado com ele c. 720 a.C. e, portanto, poderia muito bem ter sido a mãe de seus filhos mais velhos.
O mandato de Tasmetu-Sarrate como rainha se sobrepõe a Naquia, uma consorte hoje mais famosa de Senaqueribe. Quais filhos de Senaqueribe eram os filhos de qual mulher não é conhecida, exceto que seu sucessor, Assaradão (r. 681–669 a.C.), era filho de Naquia. Se Naquia já deteve o título de rainha no reinado de Senaqueribe não é claro (não há evidências de que houve duas rainhas simultaneamente, mas o rei poderia ter várias esposas, das quais apenas uma era a rainha), ela estava associada a Senaqueribe já em c. 713 a.C., quando Assaradão nasceu e alcançou uma posição de destaque no reinado de Assaradão. Naquia foi às vezes referida como rainha no reinado de Assaradão, mas como ela era mãe de Assaradão, o título pode ter sido concedido a ela no final do reinado de Senaqueribe ou por Assaradão. Se Tasmetu-Sarrate estava viva até o final do reinado de Senaqueribe e além, seu relacionamento com Naquia provavelmente se deteriorou depois que o filho de Naquia foi escolhido como príncipe herdeiro em 684 a.C. É possível que ela já estivesse morta a essa altura, já que nenhum documento do reinado de Assaradão a menciona. Uma ficha de barro de Nínive, datada de cerca de um mês antes da morte de Senaqueribe em 681 a.C., traz a impressão de um selo de propriedade de uma rainha assíria, indicando que havia uma rainha na época da morte de Senaqueribe. É possível que fosse Tasmetu-Sarrate, mas também poderia ter sido Naquia, promovida a rainha após a morte de Tasmetu-Sarrate. Eckart Frahm considera provável que Naquia fosse a rainha na época da nomeação de Assaradão como príncipe herdeiro e, portanto, que Tasmetu-Sarrate havia falecido naquele momento.